# Mittlerer Zellerhut
Mittlerer Zellerhut är ett berg i Österrike.   Det ligger i distriktet Bruck-Mürzzuschlag och förbundslandet Steiermark, i den östra delen av landet, 100 km sydväst om huvudstaden Wien. Toppen på Mittlerer Zellerhut är 1 359 meter över havet.
Terrängen runt Mittlerer Zellerhut är huvudsakligen kuperad, men söderut är den bergig. Runt Mittlerer Zellerhut är det ganska glesbefolkat, med 48 invånare per kvadratkilometer.. Närmaste större samhälle är Mariazell, 7,9 km öster om Mittlerer Zellerhut. 
I omgivningarna runt Mittlerer Zellerhut växer i huvudsak blandskog.